# Brandscheid (Eifel)

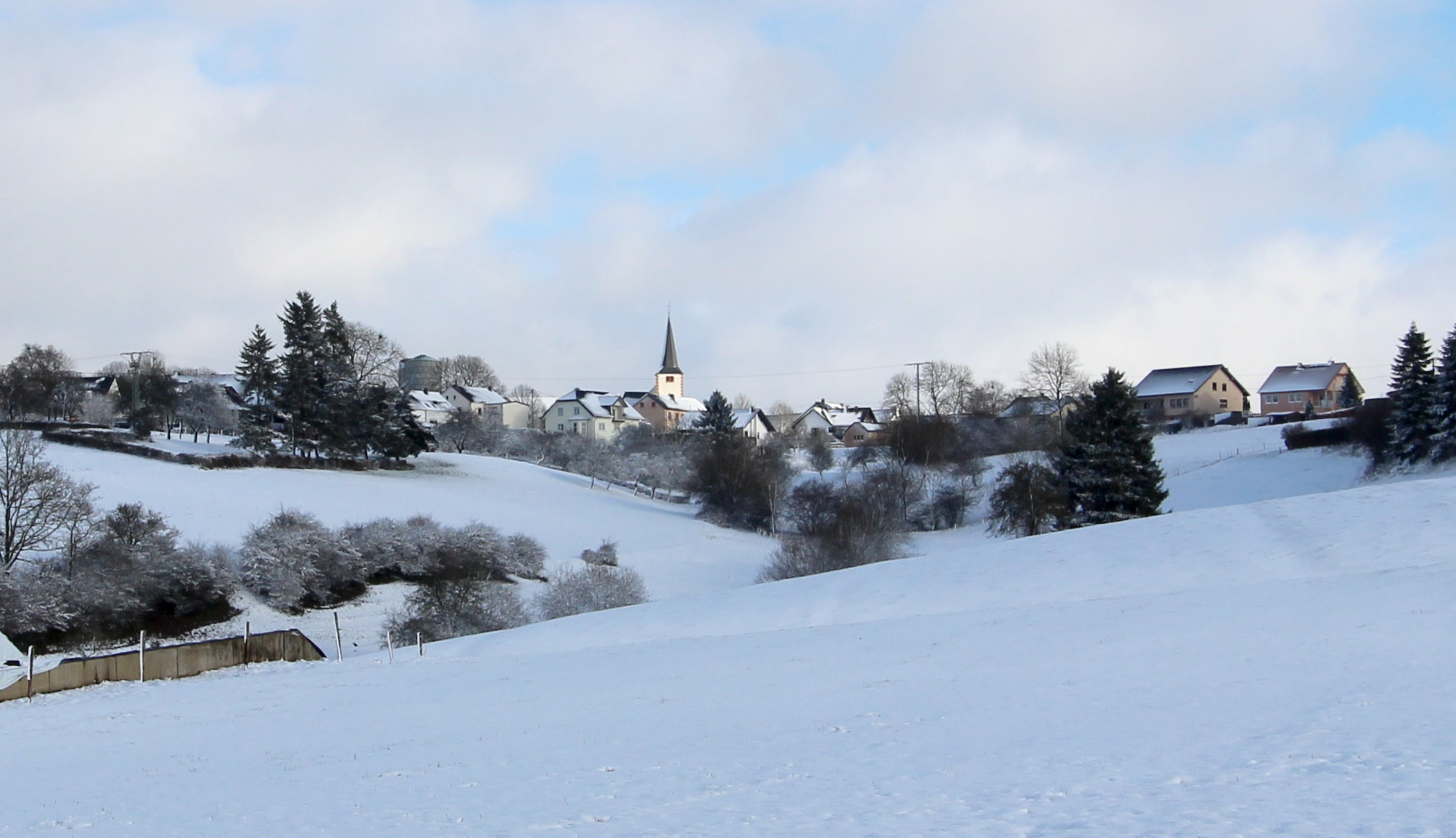
Brandscheid in der Schneifel

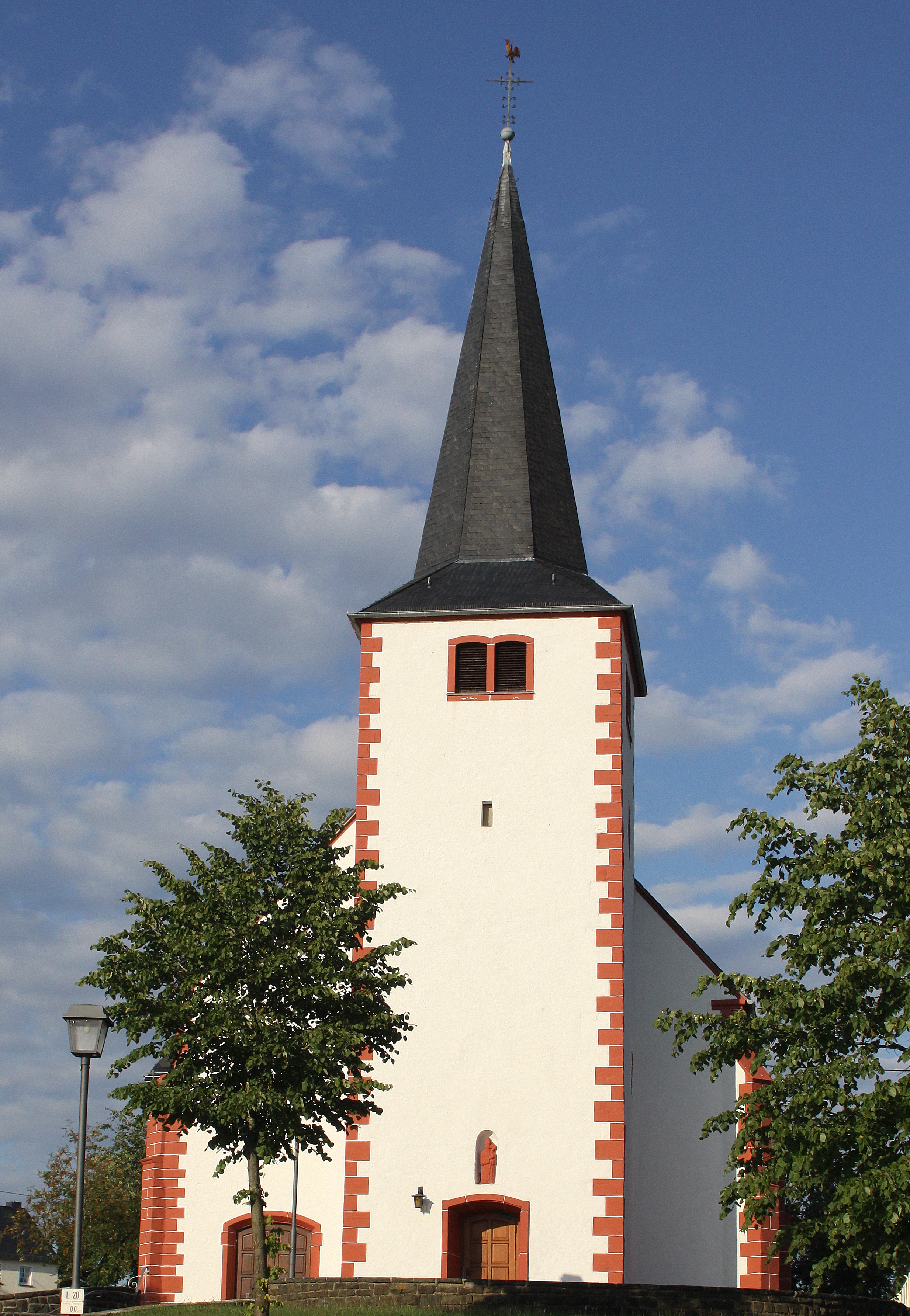
Katholische Kirche St. Kornelius

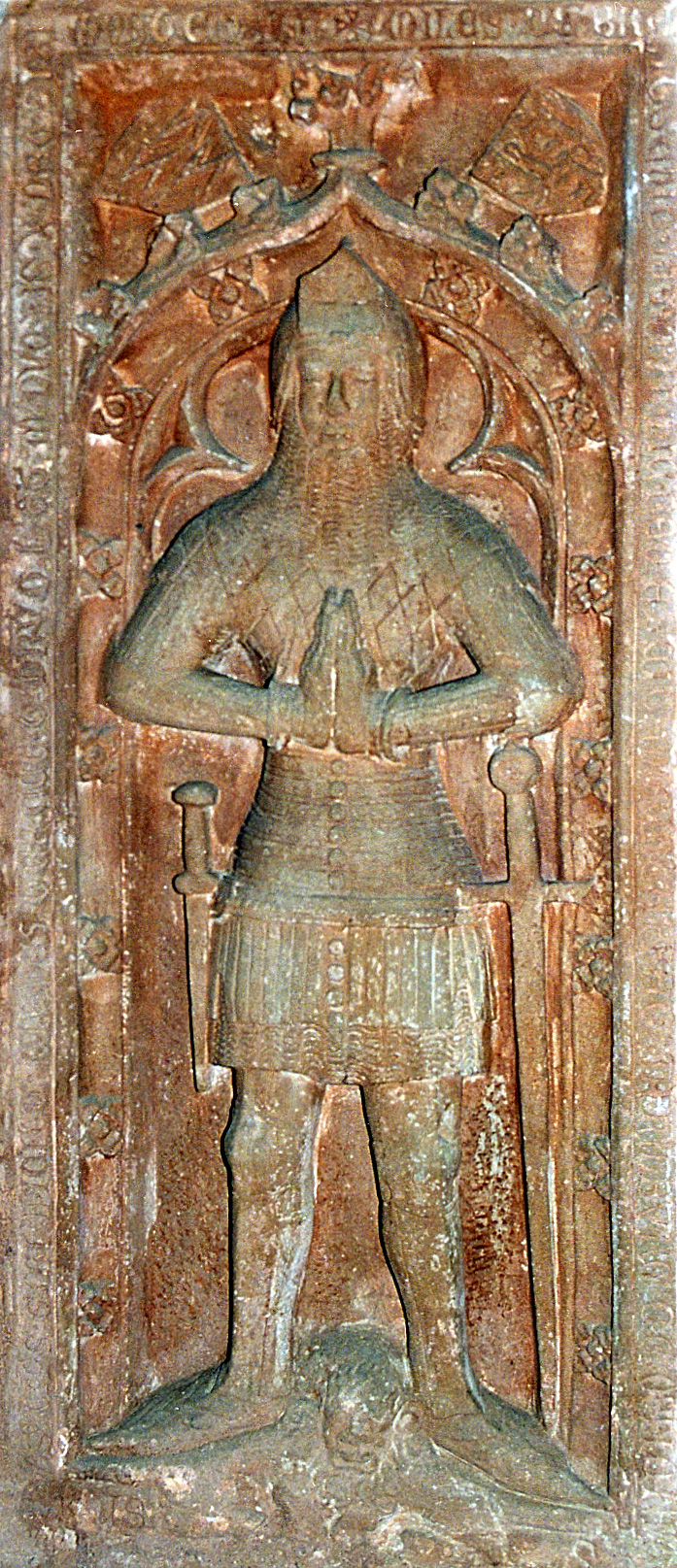
Grabplatte des Johann von Brandscheit(d) in der Kyllburger Stiftskirche

Brandscheid ist eine Ortsgemeinde im Eifelkreis Bitburg-Prüm in Rheinland-Pfalz. Sie gehört der Verbandsgemeinde Prüm an.

## Geographie
Brandscheid liegt am südwestlichen Ende des Schneifel-Höhenrückens im Naturpark Nordeifel.
Zur Gemeinde gehören auch die Wohnplätze Bongert, Brandscheiderhof, Feriendorf Schnee-Eifel, Forsthaus Bleialf, Forsthaus Brandscheid und „Zur Wolfskaul“ sowie die Weiler Schneifel und ein kleiner Teil des ansonsten zu Bleialf gehörenden Weilers Hamburg-Mühlenberg.
Nachbargemeinden sind Bleialf, Sellerich, Watzerath sowie Buchet.

## Geschichte
Das Gebiet um Brandscheid war schon früh besiedelt, was durch den Fund eines römischen Brandgrabs belegt werden konnte. Dieses stammt aus dem 1. Jahrhundert n. Chr. und befand sich relativ zentral in der heutigen Ortslage. Als Beigaben wurden eine Kragenschüssel mit Kreis-Punkt-Bemalung sowie ein Fragment eines Kruges beobachtet.
Ein Wald Brandscheit und damit der Ortsname wurde zum ersten Mal in einem Vertrag aus dem Jahre 1286 zwischen dem Abt Walther von Prüm und Heinrich und Gerhard von Schönecken urkundlich erwähnt. Der Ortsname verweist auf mittelalterliche Brandrodungen hin.
In einer Prümer Urkunde aus dem Jahre 1273 werden Heinrich und Wirich von Brantscheid genannt (Goerz, Mrh. Reg. III, Nr. 2853). Wirich wird auch benannt als Dechant des Stiftes „Unserer Lieben Frau“ zu Prüm. Von ihm kaufte sein „Magen“ – wohl ein Verwandter – den Busch Aspe, der bei Bleialf liegt. Der Name von Brandscheid(t) wird in vielen Urkunden und Schriftstücken über ca. 300 Jahre häufig genannt, so 1304 Heinrich, genannt „Freymann“ von Brandscheid, und Gobelin von Brandscheid. 1343 und 1357 wird ein Johann von Brandscheid erwähnt als Burgmann in Schönecken. Schon 1336 hatte Hartrad von Schönecken ihn mit Sefferweich als Schöneckener Burglehen belehnt.
Brandscheid gehörte bis zum Ende des 18. Jahrhunderts zum kurtrierischen Amt Prüm und war der Schultheißerei Bleialf zugeordnet. Das Dorf Brandscheid in der prümischen Schultheißerei Alf zählte im Jahr 1684 25 Feuerstellen oder Haushalte, eine Urkunde aus dem Jahr 1756 nennt 56 Namen, 1787 wurden 124 Einwohner gezählt.
Im Jahr 1794 hatten französische Revolutionstruppen das Linke Rheinufer besetzt. Von 1798 bis 1814 unterstand Brandscheid dem französischen Kanton Schönberg im Saardepartement. Bei der Reorganisation der Kirchenwesens wurde Brandscheid 1803 Sukkursalpfarrei (Hilfspfarrei) mit den Filialorten Sellerich, Hontheim, Herscheid und Buchet.
Aufgrund der Beschlüsse auf dem Wiener Kongress kam die Region 1815 zum Königreich Preußen. Unter der preußischen Verwaltung gehörte Brandscheid zur Bürgermeisterei Bleialf im 1816 neu gebildeten Kreis Prüm im Regierungsbezirk Trier. Im Jahr 1843 hatte Brandscheid 57 Häuser, in denen 341 Menschen lebten, alle waren katholisch. 1913 wurden bei der Kirche von Brandscheid Mauerfundamente und Ziegel beobachtet. Nach damaligen Aussagen von Einheimischen soll dort einstmals ein „Heidentempel“ gestanden haben.
Zur Gemeinde gehörten seinerzeit auch die aus Einzelhäusern bestehenden Wohnplätze Mühlenberg, Unterbrandscheid und Wilhelmsau.
Bevölkerungsentwicklung
Die Entwicklung der Einwohnerzahl von Brandscheid, die Werte von 1871 bis 1987 beruhen auf Volkszählungen:
| Jahr | Einwohner |
| ---- | --------- |
| 1815 | 233       |
| 1835 | 341       |
| 1871 | 554       |
| 1905 | 385       |
| 1939 | 847       |
| 1950 | 346       |
| 1961 | 371       |

| Jahr | Einwohner |
| ---- | --------- |
| 1970 | 369       |
| 1987 | 330       |
| 1997 | 353       |
| 2005 | 344       |
| 2011 | 317       |
| 2017 | 315       |

## Politik

### Bürgermeister
Helmut Neuerburg (parteilos) wurde am 18. November 2015 Ortsbürgermeister von Brandscheid. Bei der Direktwahl am 26. Mai 2019 wurde er mit einem Stimmenanteil von 71,29 % für weitere fünf Jahre in seinem Amt bestätigt. Bei der Direktwahl am 9. Juni 2024 wurde Neuerburg gegen einen weiteren unabhängigen Kandidaten mit 50,7 % der Stimmen und nur drei Stimmen Vorsprung in seinem Amt bestätigt.
Neuerburgs Vorgänger Josef Knauf († 2016) hatte das Amt von 1999 bis 2015 ausgeübt.

### Wappen
| Wappen von Brandscheid | Blasonierung: „In Silber unten ein schwarzes Hifthorn mit schwarzer Fessel, darüber 3 rote Balken übereinander, belegt mit schrägrechts liegendem schwarzem, gestümmeltem Ast, aus dem eine goldene Flamme schlägt.“ |
| Wappen von Brandscheid | |

## Kultur und Sehenswürdigkeiten
- Kirche St. Kornelius, ein spätgotischer Bau aus der Zeit um 1500. Sie wurde im Zweiten Weltkrieg bis auf den Außenbau zerstört und ab 1949 weitgehend nach dem Original wiederhergestellt.
- Über das Gemeindegebiet sind mehrere Wegekreuze verteilt
- Jährliches Kirmes- bzw. Kirchweihfest wird am Sonntag nach dem 16. September (Cornelius) gefeiert
- Traditionelles Ratschen oder Klappern am Karfreitag und Karsamstag
- Burgbrennen am ersten Wochenende nach Aschermittwoch (sogenannter Scheef-Sonntag)[13][14]
- Fronleichnam wird am Donnerstag nach dem Dreifaltigkeitsfest, dem zweiten Donnerstag nach Pfingsten, gefeiert
- Wanderrouten in und um Brandscheid[15]

Siehe auch: Liste der Kulturdenkmäler in Brandscheid

## Wirtschaft und Infrastruktur

### Unternehmen
Es existiert ein Landwirtschaftlicher Betrieb sowie mehrere Anbieter für Ferienwohnungen. Größter Arbeitgeber in der Ortschaft ist die Firma Sohns, die Betonfertigteile und Fertighallen konstruiert.

### Verkehr
Die Gemeinde ist durch die Landesstraße 12, und der Landesstraße 20 erschlossen. Südlich der Gemeinde verläuft die Autobahn A 60, die nach ca. 15 km in das benachbarte Belgien führt.